# Joshua Cheptegei
Joshua Kiprui Cheptegei (sinh ngày 12 tháng 9 năm 1996) là một vận động viên chạy đường dài người Uganda. Năm 2017, anh trở thành huy chương bạc ở nội dung chạy 10.000 mét tại Giải vô địch thế giới ở London. Năm 2018, anh lập kỷ lục thế giới cho cuộc đua đường trường 15 km và trở thành nhà vô địch thế giới chạy việt dã vào năm 2019. Năm đó tại Giải vô địch thế giới ở Doha, anh đã giành được huy chương vàng trong trận chung kết 10.000 m nam. Vào năm 2020, tại một cuộc đua đường trường ở Monaco, anh đã lập kỷ lục thế giới mới  cho chạy 5 km đường trường là 12:51, vượt qua rào cản 13 phút của môn chạy này, ít hơn 9 giây so với kỷ lục tốt nhất trước đó là 13:00, do Sammy Kipketer của Kenya thiết lập năm 2000. Vào tháng 8 năm 2020, tại cuộc họp Monaco Diamond League, anh lập kỷ lục thế giới 5000 mét mới với tỷ lệ 12: 35,36, phá kỷ lục thế giới trong 16 năm của Kenenisa Bekele là 12: 37,35 được thiết lập tại Hengelo.

## Tuổi thơ
Cheptegei sinh ngày 12 tháng 9 năm 1996 tại Kapsewui, Quận Kapchorwa, Uganda.  Ở trường tiểu học, Cheptegei lần đầu tiên chơi bóng đá và thử sức với môn nhảy xa và nhảy ba bước, nhưng chuyển sang chạy khi anh phát hiện ra tài năng chạy xa của mình.
Cheptegei đã học ngôn ngữ và văn học ở Kampala trong hai năm, và được Cảnh sát Quốc gia Uganda nhận vào làm việc.

## Sự nghiệp
Anh ấy là người giành huy chương bạc ở cự ly 10.000 mét tại Giải vô địch thế giới 2017 ở London. Anh cũng đã thi đấu ở cự ly 10.000 mét tại Giải vô địch thế giới 2015 ở Bắc Kinh, về thứ chín. Anh đã chạy tại Thế vận hội mùa hè 2016 ở cự ly 5000 mét và 10.000 mét, lần lượt đứng thứ tám và sáu. Cheptegei là nhà vô địch 5000 mét và 10.000 mét tại Đại hội Thể thao Khối thịnh vượng chung 2018.
Cheptegei là người từng 4 lần vô địch cuộc đua đường trường Zevenheuvelenloop 15 km ở Nijmegen, Hà Lan. Năm 2018, Cheptegei đã lập kỷ lục thế giới cho cuộc đua đường trường dài 15 km. Anh ấy đã hoàn thành trong 41:05 và cải thiện kỷ lục thế giới thêm 8 giây, trước đây được lập bởi Leonard Komon tại Zevenheuvelenloop vào năm 2010. Abrar Osman về nhì với 42:34 và nhà vô địch 5000 m thế giới 2017 Muktar Edris xếp thứ ba với 42:56.
Cheptegei là người chiến thắng trong cuộc đua nam cao cấp tại Giải vô địch việt dã thế giới IAAF 2019 ở Aarhus, Đan Mạch. Anh ấy đã thắng trong 31:40 ngày 10,24   nhiên km. Đồng đội người Uganda, Jacob Kiplimo về thứ hai trong 31:44, trong khi Thomas Ayeko đứng thứ bảy, và Josehp Ayeko thứ mười; Uganda đã giành được danh hiệu đầu tiên của đội.

### Kỉ lục thế giới
Vào ngày 1 tháng 12 năm 2019, anh lập kỷ lục mới trong cuộc đua đường trường 10 km tại Valencia, Tây Ban Nha. Thời gian 26:38 của anh ấy đã cải thiện kỷ lục thế giới trước đó, do Leonard Komon thiết lập vào năm 2010, với thời gian ít hơn 6 giây.
Vào ngày 16 tháng 2 năm 2020, anh lập kỷ lục thế giới mới trong cuộc đua đường trường 5 km tại Monaco với thời gian 12:51. Kỷ lục trước đó là 13:22 do Robert Keter vào ngày 9 tháng 11 năm 2019 tại Lille, Pháp.
Vào ngày 13 tháng 8 năm 2020, một ngày trước trận gặp Herculis của Diamond League ở Monaco, Cheptegei thông báo rằng anh ấy muốn trở lại đường đua và chạy cuộc đua chính thức đầu tiên trong mùa giải với thời gian kỷ lục thế giới ở cự ly 5000 mét, sẽ là nhanh hơn 20 giây so với thành tích tốt nhất của anh ấy trên đường đua. Tại cuộc gặp vào ngày hôm sau, anh đã lập kỷ lục thế giới mới ở cự ly 5000 mét với thời gian 12: 35,36, phá kỷ lục trong 16 năm của Kenenisa Bekele - khoảng thời gian duy trì kỷ lục dài nhất trong lịch sử môn này - ít hơn gần 2 giây.